# 송탄시외버스터미널
송탄시외버스터미널은 경기도 평택시 지산로 25 (지산동 773-7)에 위치한 시외버스 터미널이다.
원래 이 터미널은 지산동 763-3에 위치하고 있었으나 1993년 1월 26일에 현 위치로 이전하였다. 구 터미널 자리에는 국민은행건물이 들어섰다. 전체 건물 연면적은 3,601m2, 대합실 면적은 100m2이다. 2019년 1월 기준 하루 평균 1,230명이 이용하고 19개 노선이 운행중이다.

## 연혁
- 1993년 1월 26일 : 지산동 763-3번지에서 현 위치로 이전
- 2008년 : 송탄터미널 운영 중단
- 2009년 3월 : (주)송탄터미널이 터미널 면허를 받아 운영 재개
- 2010년 2월 17일 : 광양행 노선 폐지[5]
- 2010년 3월 10일 : 김포공항 경유 인천공항행 노선에 송도 추가 경유[6]
- 2010년 3월 25일 : 안중, 당진 경유 서산행 노선 변경으로 삽교천, 신평, 구룡, 운산, 응암 미경유[7]
- 2010년 4월 16일 : 동서울행 노선 장지역 추가 경유[8]
- 2010년 4월 30일 : 원주행 노선 문막 추가 경유[9]
- 2010년 5월 14일 : 의정부행 노선 일부 시간대 동두천까지 연장 운행[10][11]
- 2010년 11월 15일 : 김포공항행 노선과 인천공항행 노선 분리 운행[12]
- 2011년 4월 6일 : 사당행 노선 신설[13]
- 2011년 9월 2일 : 서산행 노선 폐지[14]
- 2011년 10월 25일 : 군산행 노선 운행 중단[15]
- 2011년 12월 10일 : 군산행 노선 운행 재개[16]
- 2012년 6월 18일 : 고양종합터미널 준공에 따라 고양행 노선 변경[17]
- 2013년 6월 27일 : 오산 경유 속초행 노선 신설[18]
- 2014년 3월 17일 : 평택항행 노선 해군아파트 추가 경유[19]
- 2015년 6월 9일 : 김포공항행 노선 고양까지 연장 운행[20]
- 2015년 11월 14일 : 대전행 노선 일부 시간대 세종청사 및 세종시 추가 경유[21]
- 2016년 4월 16일 : 고한 경유 태백행 노선 신설[22]
- 2016년 4월 26일 : 김포공항 경유 고양행 노선이 동탄 추가 경유 및 화정시외버스터미널 미경유로 변경[23]
- 2016년 5월 4일 : 고한 경유 태백행 노선 운행 중단[24]
- 2016년 6월 1일 : 버스터미널을 맞은편 지산동 773번지(지산로 29)로 임시 이전[25]
- 2016년 7월 22일 : 고한 경유 태백행 노선 운행 재개[26]
- 2016년 12월 16일 : 인천공항행 노선 세교 추가 경유[27]
- 2017년 4월 14일 : 고한 경유 태백행 노선 폐지[28]
- 2017년 6월 23일 : 버스터미널을 기존 지산로 25 로 복귀[29]
- 2023년 4월 1일 : 오산 경유 성남행 노선 직행좌석버스로 형간전환.

## 운행 노선
| 방면        | 행선지 |
| ----------- | --- |
| 수도권 방면 | 가락시장, 가평, 강화, 고양, 공도, 김포공항, 대림동산, 동두천, 동탄, 동서울, 서울남부, 송도, 수원, 안성, 의정부, 인천, 인천국제공항, 일죽, 잠실, 장지역, 죽산, 청평, 평택 |
| 강원권 방면 | 강촌, 강릉, 문막, 속초, 원주, 춘천 |
| 충청권 방면 | 감곡, 대전, 생극, 제천, 청주, 충주 |
| 호남권 방면 | 광주, 군산, 전주 |

## 폐쇄 논란
2016년 5월 터미널을 구성하는 부지중 약 70%를 차지하는 터미널 회차, 주.정차 부지가 공매로 넘어가면서 터미널 폐쇄 논란이 발생했다. 이 부지 중 제일 한가운데에 위치한 지산동 773-4번지 639m2가 부동산투자회사로 소유권이 넘어가면서 부동산투자회사가 해당 부지를 사용하는 대원고속에 부지 임대료를 연 500만원에서 7천482만원으로 1천496% 인상한다고 통보했다. 이에 대원고속이 수용할 수 없다고 하고 2016년 6월 1일부로 기존 터미널 건물 사용을 포기하고 맞은편 건물에 임시 매표소 및 대합실을 차리고 터미널로 이전했다. 그러자 부동산투자회사가 터미널 부지에 줄을 치고 버스가 통과하면 배상금을 내라고 요구하기 시작했다.
이 문제에 대해 2016년 6월 1일에 열린 평택시의회 제183회 정례회 1차 본회에서 김윤태 평택시의원이 7분 발언을 통해 송탄터미널의 조속한 정상화를 촉구했으며, 평택시에서 알박기 땅 지산동 773-4번지 639m2부지 매입에 나섰다. 평택시는 이를 위해 2016년 10월 10억 4,300만원을 들여 전체 알박기 토지 1218m2 가운데 759m2를 매입한데 이어 2017년 5월 중 9억원을 들여 339m2를 추가 매입하기로 했다. 또한 9900만원을 들여 낡고 노후된 터미널 건물에 대한 리모델링도 실시했으며, 임시로 사용중인 정류장은 광역 시내버스 정류장 등으로 활용할 계획이다. 이를 통해 2017년 6월 23일 리모델링된 기존 터미널 건물로 복귀했다.

버스피아 2023년 가을호 사보에 송탄터미널 폐쇄한다는 기구개편이 올라와 논란이 예상된다.